# IC 4242
IC 4242 ist eine linsenförmige Galaxie vom Hubble-Typ S0 im Sternbild Jagdhunde am Nordsternhimmel. Sie ist schätzungsweise 322 Millionen Lichtjahre von der Milchstraße entfernt und hat einen Durchmesser von etwa 45.000 Lichtjahren.

Im selben Himmelsareal befinden sich die Galaxien NGC 5131, IC 4238, IC 4239, IC 4240.
Das Objekt wurde am 30. Juni 1896 vom französischen Astronomen Stéphane Javelle entdeckt.